# Pietragalla
Pour la chorégraphe, voir Marie-Claude Pietragalla.
Pietragalla est une commune italienne d'environ 4 000 habitants, située dans la province de Potenza, dans la région Basilicate, en Italie méridionale.

## Géographie
Localité du Haut Bràdano à proximité de Potenza, Pietragalla est entourée de trois collines : La Terra, San Michele et La Serra qui figurent sur les armoiries de la ville.

## Monuments et patrimoine

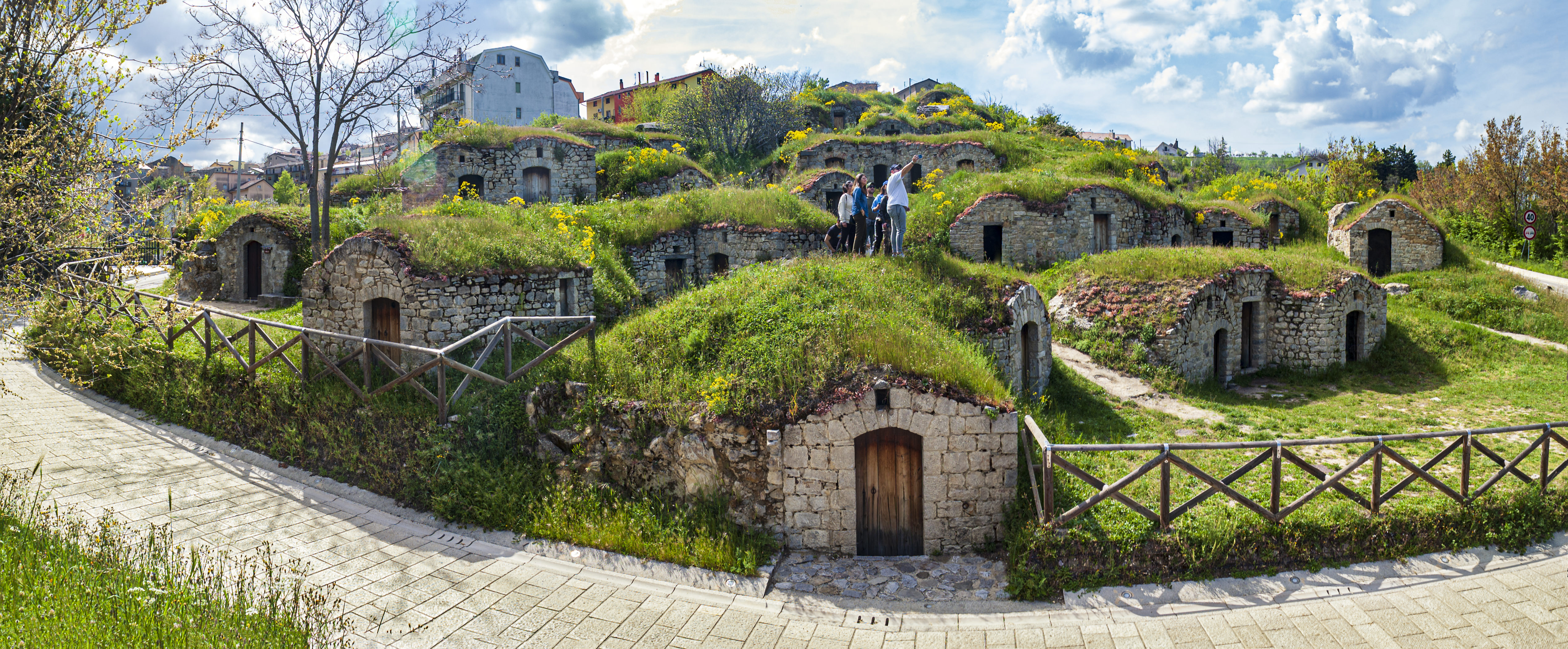
Les palmenti de Pietragalla.

Les palmenti sont un ensemble de structures partiellement enterrées, en pierre de taille avec un toit végétal. Elles sont apparu dans la première moitié du XIXe siècle, destinées à l'activité viticole : pressage du raisin et  fermentation du moût. Les raisins récoltés dans les vignobles environnants et transportés par des ânes et les hottes étaient versés dans la plus petite cuve et pressés à pieds nus. Le moût s'écoulait dans la cuve située en dessous, où étaient également placées les rafles. Au-dessus de l'entrée de chaque palmento, une fente permettait au dioxyde de carbone généré lors du pressage de s'échapper. Après une vingtaine de jours de fermentation, le vin soutiré était placé dans des fûts en bois artisanaux et stocké dans les caves caractéristiques (rutt) situées au nord du centre historique.

### Communes limitrophes
Acerenza, Avigliano, Cancellara, Forenza, Potenza, Vaglio Basilicata